# Бременская ратуша
Бременская ратуша (нем. Bremer Rathaus) — одно из самых значительных готических сооружений и один из наиболее ярких примеров так называемого «везерского ренессанса». Находится в городе Бремен, Германия. В июле 2004 года вместе с символом города — Бременским Роландом — Бременская ратуша была внесена в список Всемирного культурного наследия человечества. В здании ратуши заседает Сенат, здесь находятся кабинеты президента Сената и бургомистра вольного ганзейского города Бремена.

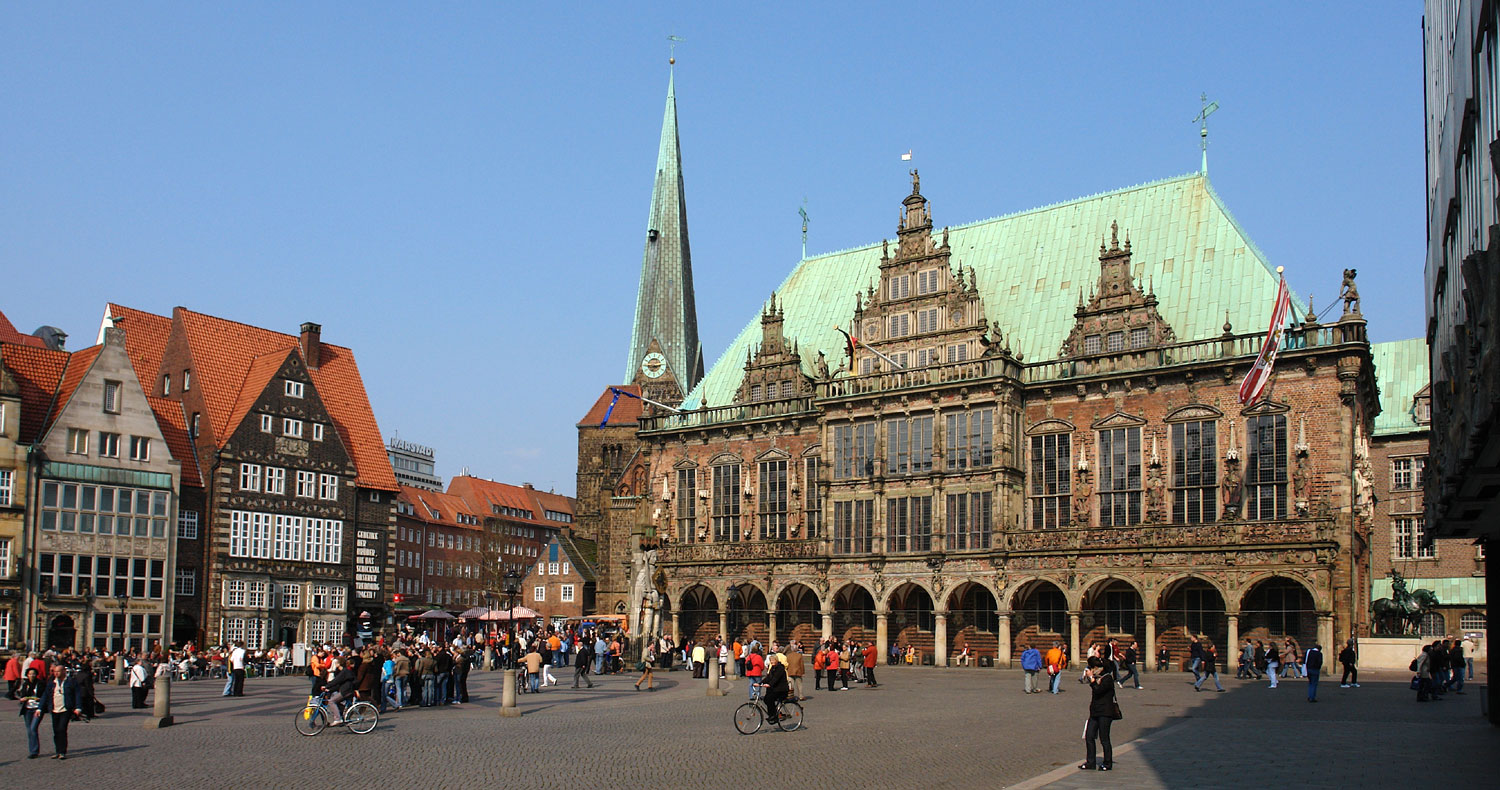
Ратуша, Роланд и Рыночная площадь

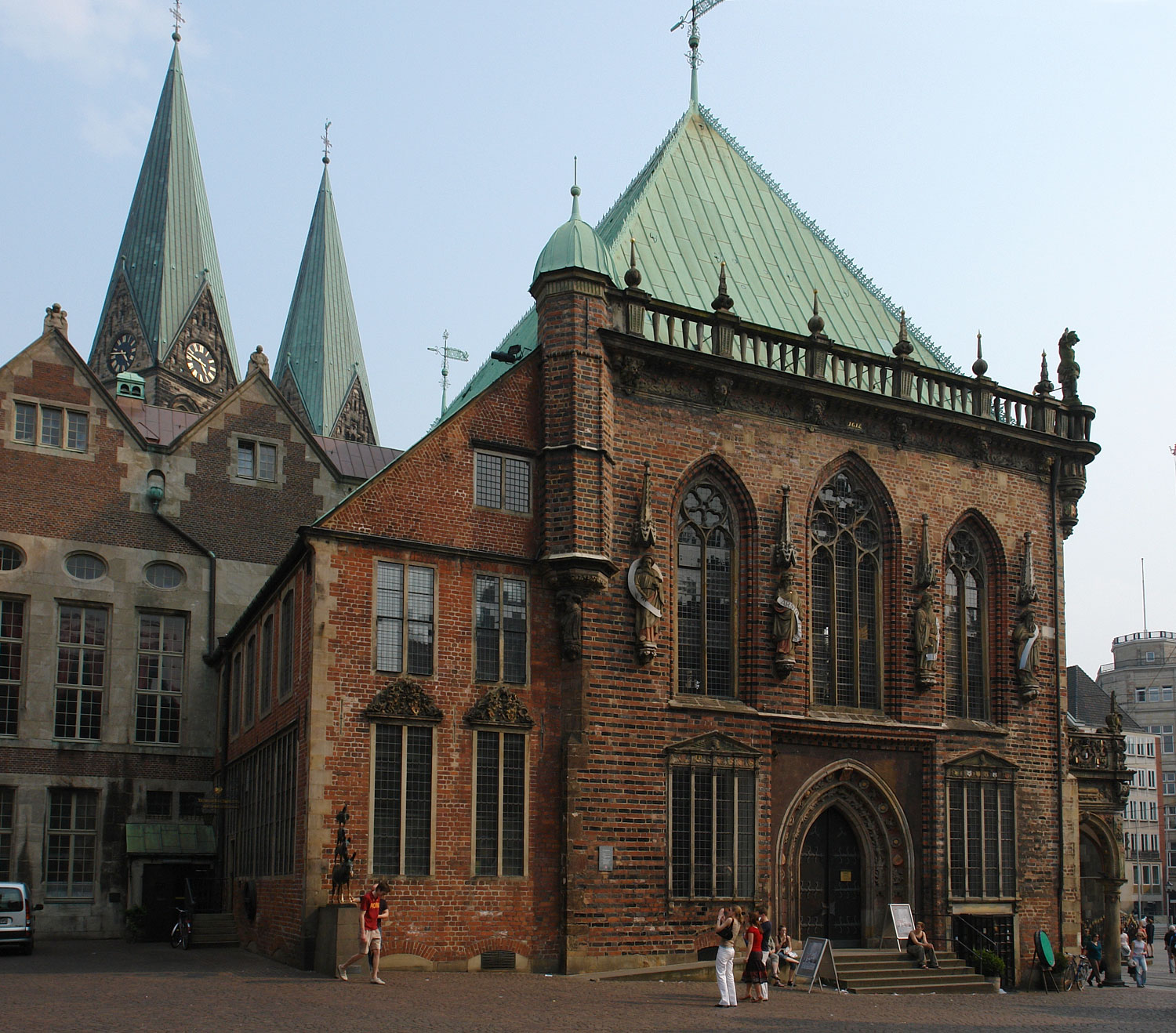
Западный фасад ратуши с «Бременскими музыкантами»

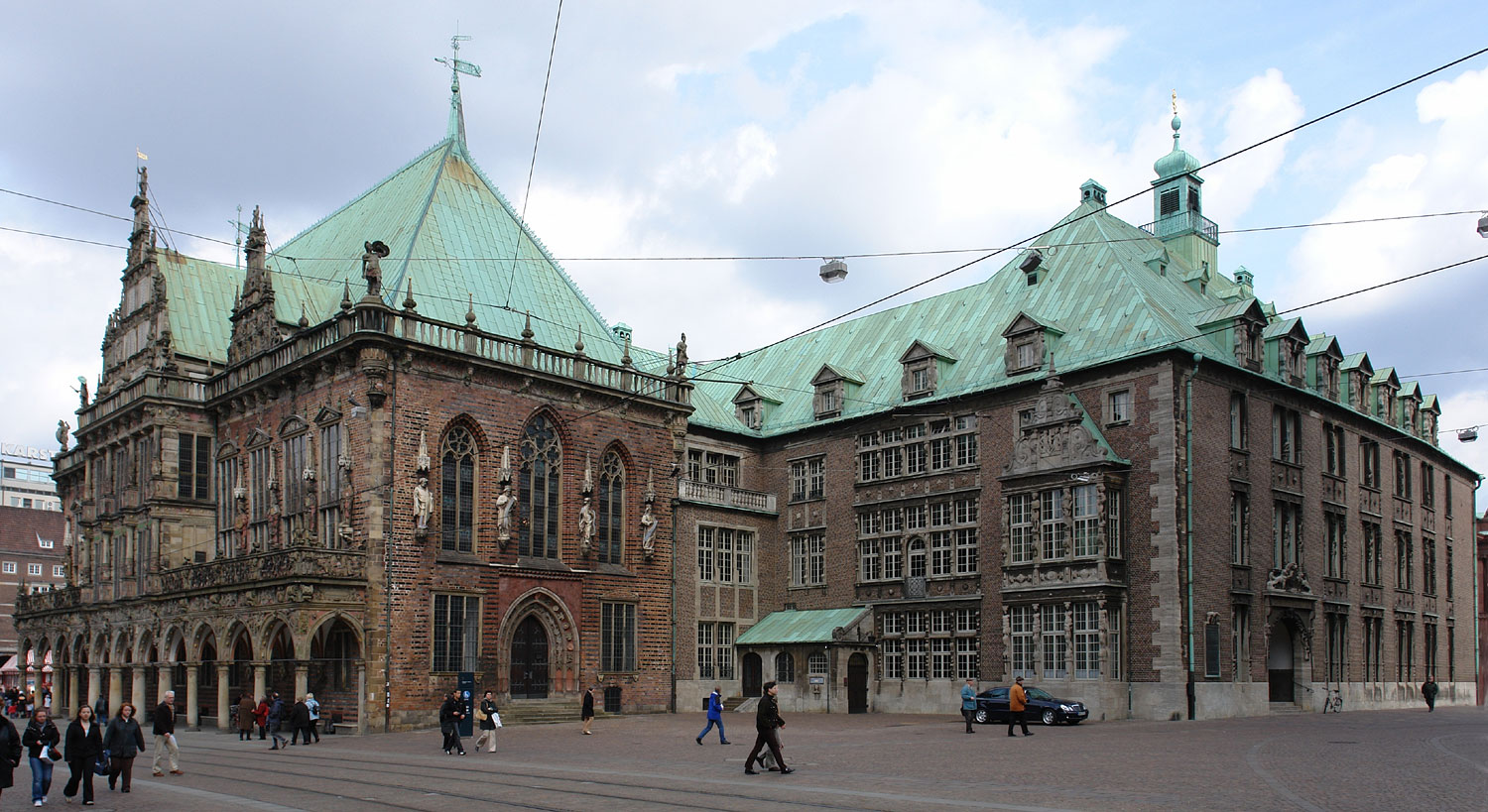
Восточный фасад Старой и Новой ратуш

Бременская ратуша расположена в центре Старого города на Рыночной площади. Напротив ратуши находится здание торговой палаты (Шюттинг), прямо перед ней стоит знаменитая статуя Роланда, справа от ратуши — Бременский собор, памятник Бисмарку и современное здание городского парламента. Слева от Ратуши находится церковь Пресвятой девы Марии. У западной стены ратуши установлена знаменитая скульптура «Бременских музыкантов» работы Герхарда Маркса. На той же площади находится Бременский люк.

## История
К 1400 году власти процветающего города Бремена приняли решение о строительстве новой ратуши. Готическое здание в два этажа с большими залами — Нижним и Верхним — было построено в 1405—1410 годах. В северной части здания располагались отдельные комнаты. Вместе с новой ратушей на Рыночной площади появились статуи императора и семи курфюрстов, а у восточной и западной стен ратуши — скульптурные изображения пророков и мудрецов. Зубчатый венец башни и оборонительная галерея не сохранились.
В 1600 году бременский сенат посчитал, что скромный облик готической ратуши не соответствует её представительским целям и принял решение о перестройке, которая была проведена в стиле «везерского ренессанса» в 1608—1612 годах по проекту бременского архитектора Людера фон Бентхайма. Окна в здании были увеличены в размере, а средняя часть здания была снесена. В результате реконструкции у здания появился большой стеклянный эркер, увенчанный фламандским фронтоном. Фасад ратуши в стиле везерского ренессанса украшен многочисленными рельефами и скульптурами людей, ангелов и сказочных животных. Декоративные элементы фасада были выполнены по проектам мастеров нидерландского ренессанса: Ганса Вредемана де Вриса, Хендрика Гольциуса и Якоба Флориса.
С течением времени у здания появились различные пристройки. В 1909—1913 годах к старинному зданию была пристроена Новая ратуша с медной крышей в стиле неоренессанса.
Благодаря самоотверженности граждан города Бременская ратуша уцелела в бомбардировках Второй мировой войны, разрушивших более 60 % зданий в городе. Последняя реконструкция исторического здания проводилась в 2003 году.